# Liste der Bodendenkmale in Nindorf (bei Meldorf)
In der Liste der Bodendenkmale in Nindorf sind die Bodendenkmale der Gemeinde Nindorf nach dem Stand der Bodendenkmalliste des Archäologischen Landesamts Schleswig-Holstein von 2016 aufgelistet.
| Denkmal-ID           | Befundart           | Bezeichnung          | Zeitstellung                 | Lage | Bemerkungen | Bild |
| -------------------- | ------------------- | -------------------- | ---------------------------- | ---- | ----------- | ---- |
| aKD-ALSH-Nr. 000 256 | Grabmal > Grabhügel | Grabhügel „Rammberg“ | Vor- und/oder Frühgeschichte |      |             |      |
| aKD-ALSH-Nr. 000 257 | Grabmal > Grabhügel | Grabhügel            | Vor- und/oder Frühgeschichte |      |             |      |
| aKD-ALSH-Nr. 000 258 | Grabmal > Grabhügel | Grabhügel            | Vor- und/oder Frühgeschichte |      |             |      |
| aKD-ALSH-Nr. 000 259 | Grabmal > Grabhügel | Grabhügel            | Vor- und/oder Frühgeschichte |      |             |      |
| aKD-ALSH-Nr. 000 260 | Grabmal > Grabhügel | Grabhügel            | Vor- und/oder Frühgeschichte |      |             |      |
| aKD-ALSH-Nr. 000 261 | Grabmal > Grabhügel | Grabhügel            | Vor- und/oder Frühgeschichte |      |             |      |
| aKD-ALSH-Nr. 000 262 | Grabmal > Grabhügel | Grabhügel            | Vor- und/oder Frühgeschichte |      |             |      |
| aKD-ALSH-Nr. 000 263 | Grabmal > Grabhügel | Grabhügel            | Vor- und/oder Frühgeschichte |      |             |      |